# Isokaze (tàu khu trục Nhật)
Isokaze (tiếng Nhật: 磯風) là một tàu khu trục hạng nhất của Hải quân Đế quốc Nhật Bản thuộc lớp Kagerō đã phục vụ tại Mặt trận Thái Bình Dương trong Chiến tranh Thế giới thứ hai. Nó là chiếc tàu chiến thứ hai mang cái tên này, sau chiếc dẫn đầu của lớp tàu khu trục Isokaze.
Vào ngày 7 tháng 4 năm 1945, Isokaze đã hộ tống cho thiết giáp hạm Yamato khởi hành từ vùng biển nội địa Nhật Bản trong Chiến dịch Ten-Go, hoạt động cuối cùng mang tính tự sát để tấn công lực lượng Đồng Minh ngoài khơi Okinawa. Nó bị máy bay của Lực lượng Đặc nhiệm 58 Hải quân Mỹ tấn công, và bị đánh chìm bằng hải pháo ở cách 280 km (150 dặm) về phía Tây Nam Nagasaki, ở tọa độ 30°28′B 128°55′Đ / 30,46°B 128,92°Đ. Trong số những người trên tàu, 20 người đã chết, số còn lại được các tàu khác cứu thoát.
Isokaze được rút khỏi danh sách Đăng bạ Hải quân vào ngày 25 tháng 5 năm 1945.